# Fiodor Engel
Fiodor Iwanowicz Engel (ros. Федор Иванович Энгель) (ur. 1766, zm. 1837) – prezes Rządu Tymczasowego Królestwa Polskiego od 16 września do grudnia 1831, tajny radca dworu cesarza Mikołaja I, senator i oficer sztabowy rosyjski, dyplomata.
Wziął udział w krwawym szturmie Oczakowa w 1788, w czasie wojny rosyjsko-tureckiej 1787-1892. W 1794 uczestniczył w tłumieniu insurekcji kościuszkowskiej. Od 1796 odszedł ze służby w wojsku w stopniu majora.
Mianowany dyrektorem banku, w 1799 został członkiem Kolegium Spraw Zagranicznych Rosji. W 1801 mianowany sekretarzem cesarza Pawła I. Po złożeniu prezesury Rządu Tymczasowego Królestwa Polskiego w grudniu 1831, mianowany w lutym 1832 szefem departamentu Rady Państwa Rosji do spraw Królestwa Polskiego. Do jego kompetencji należał faktyczny zarząd tej prowincji w razie nieobecności w Warszawie namiestnika feldmarszałka Iwana Paskiewicza.